# 小倉紀蔵
小倉 紀蔵（おぐら きぞう、本名：小倉 雅紀（おぐら まさのり）1959年（昭和34年）5月14日 - ）は、日本の韓国学者、哲学者。京都大学教授。専門は韓国哲学、韓国文化社会論、東アジア比較思想など。紀藏と表記されることもある。

## 略歴
1959年（昭和34年）東京都生まれ。1983年（昭和58年）、東京大学文学部ドイツ文学科卒業後、電通に入社しコピーライターになる。1988年（昭和63年）に電通を退職。ソウル大学校哲学科大学院東洋哲学専攻修士課程に進学、ソウル大学校哲学科大学院東洋哲学専攻修士課程修了、修士号取得。1995年（平成7年）ソウル大学校哲学科大学院東洋哲学専攻博士課程単位取得。1996年（平成8年）東海大学外国語教育センター講師/助教授（1996年4月 - 2006年3月）、京都大学大学院人間・環境学研究科助教授/准教授（2006年4月 - 2012年3月）を経て、2012年（平成24年）4月同教授。NHK教育テレビジョンハングル講座講師、日韓友情年2005実行委員等を歴任。
- 1978年（昭和53年）4月 - 東京大学教養学部文科三類入学
- 1983年（昭和58年）
  - 3月 - 東京大学文学部ドイツ文学科卒業
  - 4月 - 株式会社電通入社
- 1988年（昭和63年）
  - 2月 - 株式会社電通退社
  - 3月 - ソウル大学校哲学科大学院東洋哲学専攻修士課程入学
- 1995年（平成7年）8月 - ソウル大学校哲学科博士課程単位取得（東洋哲学専攻）
- 1996年（平成8年）4月 - 東海大学外国語教育センター専任講師
- 1999年（平成11年）4月 - 東海大学外国語教育センター助教授
- 2006年（平成18年）4月 - 京都大学大学院人間・環境学研究科助教授
- 2007年（平成19年）4月 - 京都大学大学院人間・環境学研究科准教授
- 2012年（平成24年）4月 - 京都大学大学院人間・環境学研究科教授（現職）

## 著作

### 単著
- 『昭和最後のソウル 日本語で韓国を語るという冒険』草風館、1992年1月。ISBN 4-88323-043-0。
- 『韓国は一個の哲学である 〈理〉と〈気〉の社会システム』講談社〈講談社現代新書〉、1998年12月18日。ISBN 4-06-149430-9。
  - 『韓国は一個の哲学である 〈理〉と〈気〉の社会システム』講談社学術文庫、2011年5月11日。ISBN 978-4-06-292052-0。
- 『最もシンプルな韓国語マニュアル 99のパターンでこんなに話せる!』アルク、1999年1月。ISBN 4-87234-985-7。
  - 『最もシンプルな韓国語マニュアル 99のパターンでこんなに話せる!』（新装版）アルク、2007年10月。ISBN 978-4-7574-1272-9。
- 『韓国語はじめの一歩』筑摩書房〈ちくま新書〉、2000年2月。ISBN 4-480-05834-6。
- 『韓国人のしくみ 〈理〉と〈気〉で読み解く文化と社会』講談社〈講談社現代新書〉、2001年1月。ISBN 4-06-149536-4。
- 『韓国、ひき裂かれるコスモス』平凡社、2001年11月。ISBN 4-582-45427-5。
- 『韓国ドラマ、愛の方程式』ポプラ社、2004年7月。ISBN 4-591-08178-8。
- 『表現力up!カジュアルハングル講座』DHC、2004年7月。ISBN 4-88724-373-1。
- 『小倉紀藏のパズルで韓国語』ナツメ社、2004年12月。ISBN 4-8163-3753-9。
- 『韓国、愛と思想の旅』大修館書店、2004年12月。ISBN 4-469-21291-1。
- 『韓流インパクト ルックコリアと日本の主体化』講談社、2005年7月25日。ISBN 4-06-212943-4。
- 『心で知る、韓国』岩波書店、2005年10月。ISBN 4-00-022857-9。
  - 『心で知る、韓国』岩波書店〈岩波現代文庫 S237〉、2012年1月。ISBN 978-4-00-603237-1。 - 索引あり。
- 『歴史認識を乗り越える 日中韓の対話を阻むものは何か』講談社〈講談社現代新書〉、2005年12月。ISBN 4-06-149819-3。
- 『キゾー式パーフェクトハングル NHKテレビ「アンニョンハシムニカ〜ハングル講座」』DHC、2006年3月。ISBN 4-88724-417-7。
- 『おれちん 現代的唯我独尊のかたち』朝日新聞社〈朝日新書017〉、2006年11月10日。ISBN 4-02-273117-6。
- 『小倉紀蔵のパズルで韓国語』 日常会話編、ナツメ社、2007年10月。ISBN 978-4-8163-4317-9。
- 『日中韓はひとつになれない』角川書店〈角川oneテーマ21新書〉、2008年12月。ISBN 978-4-04-710172-2。
- 『ハイブリッド化する日韓』NTT出版〈真横から見る現代 vol.1〉、2010年11月。ISBN 978-4-7571-4255-8。
- 『創造する東アジア 文明・文化・ニヒリズム』春秋社、2011年6月。ISBN 978-4-393-36635-6。
- 『朱子学化する日本近代』藤原書店、2012年5月。ISBN 978-4-89434-855-4。
- 『東アジアとは何か 〈文明〉と〈文化〉から考える』弦書房〈FUKUOKA U ブックレット 2〉、2012年10月。ISBN 978-4-86329-080-8。 - 文献あり。
- 『〈いのち〉は死なない』春秋社、2012年10月。ISBN 978-4-393-33317-4。
- 『入門 朱子学と陽明学』筑摩書房〈ちくま新書〉、2012年12月。ISBN 978-4-480-06695-4。
- 『新しい論語』筑摩書房〈ちくま新書〉、2013年12月。ISBN 978-4-480-06757-9。
- 『朝鮮思想全史』筑摩書房〈ちくま新書〉、2017年11月。ISBN 978-4-480-07104-0。
- 『京都思想逍遥』筑摩書房〈ちくま新書〉、2019年2月。ISBN 978-4-480-07208-5。
- 『群島の文明と大陸の文明』PHP新書、2020年10月。ISBN 978-4-569-84754-2
- 『韓国の行動原理』PHP新書、2021年7月。ISBN 978-4-569-84998-0
- 『弱いニーチェ　ニヒリズムからアニマシーへ』筑摩選書、2022年9月。ISBN　978-4-480-01756-7
- 『韓くに文化ノオト　美しきことばと暮らしを知る』ちくま文庫、2023年1月。ISBN 978-4-480-43835-5
- 『日本群島文明史』ちくま新書、2025年6月。ISBN 978-4-480-07695-3

### 共著
- 孫恵民 共著『東京・ソウル物語 ビジネスマンが語る素顔の韓国』電通、1991年11月。ISBN 4-88553-924-2。
- 東海大学外国語教育センター異文化交流研究会 編「福澤諭吉における朱子学的半身」『日本の近代化と知識人』東海大学出版会〈若き日本と世界 2〉、2000年2月5日。ISBN 4-486-01471-5。 - 年表あり。
- 東海大学『日韓の歴史認識に関する総合的研究』2002-2003。 - 文部科学省科学研究費補助金研究成果報告書。
- 『日本と韓国――過去の記憶と未来への対話 アジア女性基金公開フォーラムの記録』小倉紀藏・道上尚史・金惠京・李敬宰・饗庭孝典・高崎宗司・伊勢桃代 述、女性のためのアジア平和国民基金、2002年。 - 会期・会場：2002年11月16日上智大学。
- 小倉紀蔵 述 著「アジア的価値観」、渋沢, 雅英、山本, 正; 小此木, 政夫 ほか 編『東アジアにおけるシヴィル・ソサエティの役割 慶應義塾大学法学部渋沢栄一記念財団寄附講座』慶應義塾大学出版会、2007年6月15日。ISBN 978-4-7664-1378-6。
- 徐, 勝、黄, 盛彬、庵逧, 由香 共編 編「韓流インパクト」『「韓流」のうち外 韓国文化力と東アジアの融合反応』御茶の水書房、2007年12月。ISBN 978-4-275-00552-6。 - 文献あり。
- 金慶珠、李元徳 共編著「日韓の主体的自己意識と歴史認識問題」『日韓の共通認識 日本は韓国にとって何なのか?』東海大学文明研究所 監修、東海大学出版会、2007年8月5日。ISBN 978-4-486-01761-5。 - 文献あり。
- 王敏 編「文明・文化の新しい定義と東アジア」『東アジアの日本観 文学・信仰・神話などの文化比較を中心に』三和書籍〈国際日本学とは何か?〉、2010年10月。ISBN 978-4-86251-092-1。 - 並列シリーズ名：What is International Japanese studies?
- 大木充、西山教行 編「朝鮮語-思考停止の外国語」『マルチ言語宣言 なぜ英語以外の外国語を学ぶのか』京都大学学術出版会、2011年6月。ISBN 978-4-87698-568-5。 - 文献あり。
- 東郷和彦、朴勝俊 編著「東アジアの文明意識と文化意識」『鏡の中の自己認識 日本と韓国の歴史・文化・未来』御茶の水書房、2012年3月。ISBN 978-4-275-00972-2。
- 石牟礼道子 ほか 著「思考停止とは何か」、藤原書店編集部 編『3・11と私 東日本大震災で考えたこと』藤原書店、2012年8月。ISBN 978-4-89434-870-7。
- 比較文明学会30周年記念出版編集委員会 編「〈汎霊論〉と〈アニミズム〉」『文明の未来 いま、あらためて比較文明学の視点から』東海大学出版部、2014年5月20日。ISBN 978-4-486-01983-1。
- 朴一「新しい日韓関係と在日コリアンの役割」『越境する在日コリアン 日韓の狭間で生きる人々』明石書店、2014年7月30日。ISBN 978-4-7503-4048-7。
- 河出書房新社編集部 編「第三の“いのち”の思想としての『論語』」『『論語』入門 古いからこそいつも新しい思想』河出書房新社、2015年1月26日。ISBN 978-4-309-24688-8。

### 編著
- 古田博司 共 編『韓国学のすべて』新書館、2002年4月23日。ISBN 4-403-25058-0。 - 文献あり。
- 小針進 共 編『韓流ハンドブック』新書館、2007年5月30日。ISBN 978-4-403-25090-3。 - 年表あり。
- 『現代韓国を学ぶ ＝Making Sense of Contemporary Korea』有斐閣〈有斐閣選書 1675〉、2012年3月。ISBN 978-4-641-28128-8。 - 年表あり。
- 『新聞・テレビが伝えなかった北朝鮮　市民経済と大衆文化が明らかにする真実の姿』角川書店(出版) 角川グループパブリッシング(発売)、2012年8月9日。ISBN 978-4-04-110281-7。
- 徐勝 共 編『言葉のなかの日韓関係　教育・翻訳通訳・生活』明石書店〈立命館大学コリア研究センター叢書 8〉、2013年4月1日。ISBN 978-4-7503-3805-7。
- 小針進 共編『日韓関係の争点』藤原書店、2014年11月。ISBN 978-4-89434-997-1。 - 執筆：小倉和夫ほか。
- 『比較文明学の50人』筑摩選書、2024年12月。ISBN 978-4-480-01814-4

### 翻訳
- 『スニちゃん、どこゆくの』ユン・クビョン 文、イ・テス 絵、黛まどか 共訳、平凡社〈韓国の四季の絵本 春〉、2003年6月。ISBN 4-582-83162-1。
- 『つまんなくってさ』ユン・クビョン 文、イ・テス 絵、黛まどか 共訳、平凡社〈韓国の四季の絵本 夏〉、2003年6月。ISBN 4-582-83163-X。
- 『おおいそがし、こいそがし』ユン・クビョン 文、イ・テス 絵、黛まどか 共訳、平凡社〈韓国の四季の絵本 秋〉、2003年10月。ISBN 4-582-83182-6。
- 『さいごにのこるの、だあれだ』ユン・クビョン 文、イ・テス 絵、黛まどか 共訳、平凡社〈韓国の四季の絵本 冬〉、2003年10月。ISBN 4-582-83183-4。
- キム・ホンシク『この世でいちばん大切なものは　今ここにいる自分を愛するための50のストーリー』小倉夏香 訳、小倉紀蔵 監訳、佼成出版社、2006年9月。ISBN 4-333-02233-9。

### 監修
- Studio 23 編『必ず話せる韓国語入門』小倉紀藏 監修、主婦の友社〈主婦の友ベストbooks〉、2004年6月30日。ISBN 4-07-242418-8。
  - office joe 編著『必ず話せる韓国語入門』小倉紀蔵 監修（改訂増補）、主婦の友社〈主婦の友ベストbooks〉、2011年3月18日。ISBN 978-4-07-277010-8。 - 索引あり。
- 『お祭りと祝祭が出会うとき　日韓のまつり文化を比較して』金容雲 共監修、アドニス書房(出版) 河出書房新社(発売)、2008年9月12日。ISBN 978-4-309-90788-8。

## テレビ
- ハングル講座（NHK教育テレビジョン）- 1999年-2007年
- 日本の、これから「日韓のこれから」(NHK) - 2010年8月10日

## ラジオ
- ニュース探究ラジオ Dig「韓国の音楽、文化、日本観について」（TBSラジオ）- 2011年12月13日

## 家族
父の小倉貞男（1933年 - 2014年）はジャーナリスト・東南アジア研究者。慶應義塾大学卒業後、1966年から1969年まで読売新聞サイゴン特派員としてベトナム戦争報道に関わり、同紙編集委員になったのち読売を退社。その後はベトナム・インドシナ研究者として都留文科大学教授を経て中部大学教授となった。主著として『朱印船時代の日本人』（中公新書、1989年）、『ドキュメント ヴェトナム戦争全史』（岩波書店、1992年、2005年に岩波現代文庫から再刊）、『物語 ヴェトナムの歴史；一億人国家のダイナミズム』（中公新書、1997年）など。